# Péptido natriurético cerebral
El péptido natriurético cerebral o péptido natriurético tipo B (BNP) es un polipéptido de 32 aminoácidos secretado por los ventrículos cardíacos en respuesta a un alargamiento excesivo de las células del músculo cardíaco.  El BNP fue llamado de este modo, debido a que fue inicialmente aislado de posible un extracto de cerebro porcino, sin embargo, en los humanos es producido principalmente en los ventrículos del corazón.
El péptido natriurético cerebral es secretado junto con un fragmento terminal inactivo de 76 aminoácidos, la prohormona N-terminal del péptido natriurético cerebral (NT-proBNP), el cual es biológicamente inactivo. El BNP se une y activa el receptor del péptido natriurético atrial NPRA, y con menor afinidad al NPRB, de forma similar al péptido natriurético auricular (ANP), pero con una afinidad diez veces menor. La vida media del BNP es dos veces más larga que en el péptido natriurético auricular, y la de la NT-proBNP es todavía más larga, haciendo estos péptidos más útiles que el ANP para diagnóstico por medio de examen de sangre.
La acción fisiológica del BNP es similar al ANP produciendo la disminución de la resistencia vascular y la presión venosa central, y un incremento de la natriuresis. El efecto neto del BNP y el ANP consiste en disminuir el volumen sanguíneo y el gasto cardíaco.

## Importancia clínica
Los niveles sanguíneos de BNP y la NT-proBNP son utilizados para la detección y diagnóstico de insuficiencia cardíaca congestiva (IC) y puede ser útil para establecer el pronóstico del curso de la enfermedad; ambos marcadores se encuentran marcadamente elevados en los pacientes con peor pronóstico. Las concentraciones plasmáticas del BNP y la NT-proBNP se encuentran también elevados en pacientes con falla ventricular izquierda sintomática o asintomática. No existe un nivel específico de BNP que establezca con certeza cuales pacientes se encuentran o no en falla cardíaca. El BNP refleja adecuadamente la condición actual de la función ventricular. La vida media de la NT-ProBNP es 1 a 2 horas y de 20 minutos en el BNP.
BNP >  100 picogramos (10-12 gramos) por mililitro
- Sensibilidad = 90%
- Especificidad = 76%

BNP > 50 picogramos (10-12 gramos) por mililitro
- Sensibilidad = 97%
- Especificidad = 62%

En los pacientes con insuficiencia cardíaca los valores generalmente superan los 100 pg/ml; sin embargo, una interpretación más conservadora ubica el valor normal en una cifra inferior a 50 pg/ml con el fin de aumentar el grado de sensibilidad. En el rango de 100 a 500 pg/ml el test se considera no concluyente y por encima de los 500 pg/ml se considera positivo.
Esta zona comprendida entre los 100 a 500 pg/ml ha sido objeto de varios estudios y con la historia clínica u otros métodos diagnósticos pueden contribuir para el diagnóstico.
Está demostrado que el BNP juega un papel muy importante en el pronóstico de paciente con diagnóstico de diabetes mellitus tipo 2. El BNP juega también un papel importante para establecer el pronóstico de los pacientes sometidos a cirugía cardiaca. También se ha demostrado que el BNP junto a otros medios diagnóstico como la cardiografía por impedancia puede facilitar la identificación temprana de pacientes con falla cardíaca, haciendo posible la implementación de estrategias tempranas de prevención. La utilidad del BNP se ha investigado en varias situaciones como en la preeclampsia, durante la internación en UCI e insuficiencia renal terminal.
Se ha estudiado en forma extensa el efecto de la raza o género sobre los valores del BNP y su utilidad en este contexto.
|               | NYHA I | NYHA II | NYHA III | NYHA IV |
| ------------- | ------ | ------- | -------- | ------- |
| 5.º percentil | 33     | 103     | 126      | 148     |
| Media         | 1015   | 1666    | 3029     | 3465    |
| 95 percentil  | 3410   | 6567    | 10.449   | 12.188  |

El BNP puede elevarse en la falla renal. Este se excreta por medio de la unión al receptor de péptido natriurético (NPR) y la neprilisina (NEP). Menos del 5% del BNP tiene eliminación renal. La NTproBNP es la molécula inactiva resultante del clivaje de la prohormona Pro-BNP y depende exclusivamente del riñón para su excreción. La desventaja en la medición de la molécula de NT-proBNP es la superposición en los pacientes con insuficiencia cardíaca que padecen enfermedad renal.
La medición de BNP se utiliza para el diagnóstico y estimación de la severidad de la insuficiencia cardíaca. También se usa para la clasificación del riesgo en pacientes con síndromes coronarios agudos.
Al momento de interpretar el resultado de los niveles del BNP es útil recordar que los valores pueden elevarse debido a factores diferentes a la insuficiencia cardíaca. En pacientes obesos a menudo se observan valores más elevados que aquellos que padecen enfermedad renal en ausencia de insuficiencia cardíaca.
El BNP es también una de las substancias que intervienen en la aparición del reflejo urinario después de sumergirse en el agua. El aumento de la presión sobre la superficie del cuerpo incrementa el flujo de sangre hacia la circulación sistémica, lo cual a su vez produce un ligero aumento en la precarga. El ventrículo izquierdo, y en menor grado la aurícula izquierda, segregan BNP como respuesta. El efecto natriurético del BNP produce un aumento en la producción de orina.

## Medición y estandarización
El BNP y la NT-proBNP son medidos mediante inmunoanálisis. El BNP se encuentra estandarizado, mientras la NT-proBNP no se ha estandarizado todavía.